# Línea Verde (Líbano)

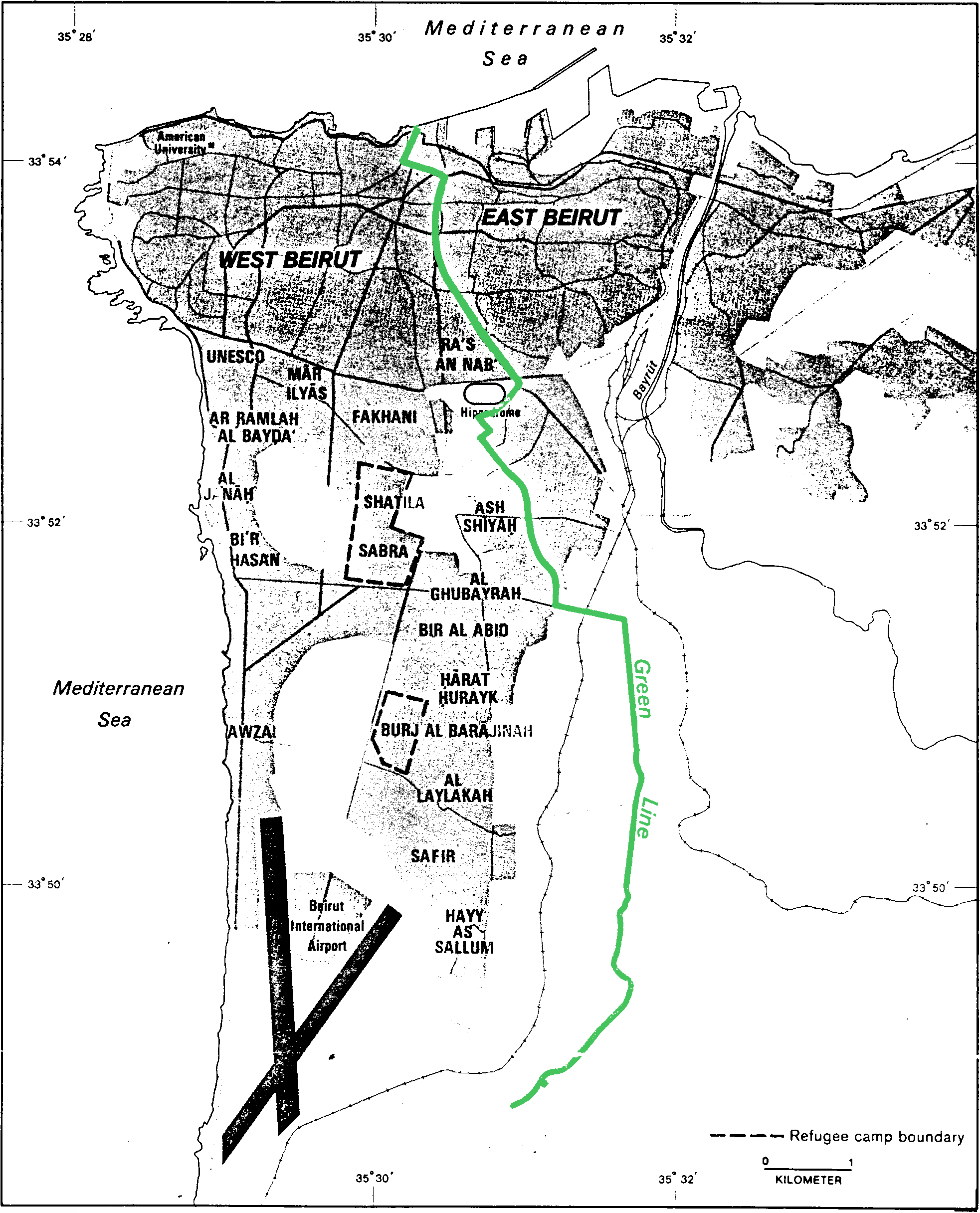
Un mapa de la CIA de los barrios de Beirut en 1986, que también muestra la Línea Verde

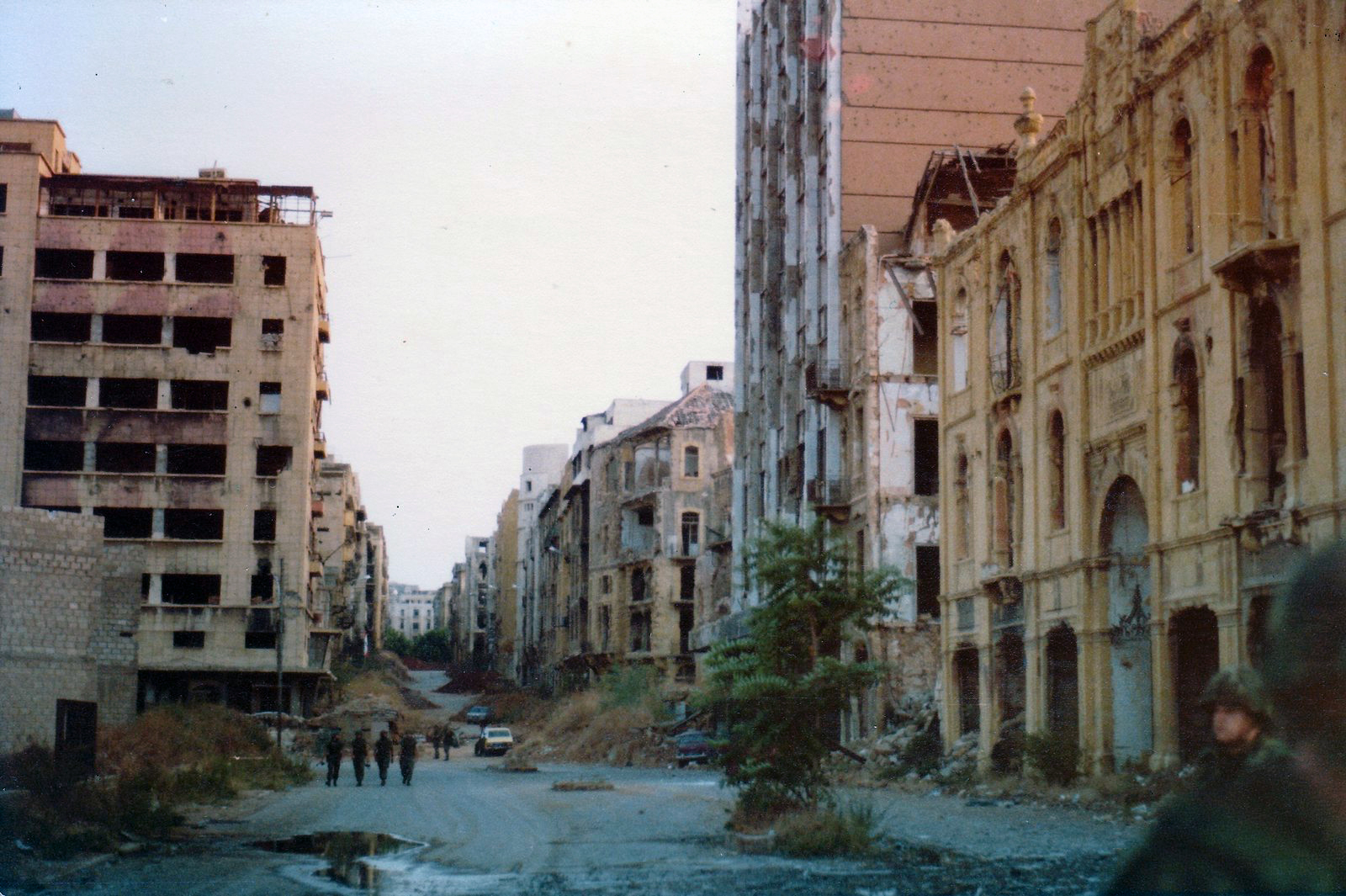
Línea Verde, Beirut, 1982

La Línea Verde (en árabe: الخط الأخضر) fue una línea de demarcación en Beirut, capital de Líbano, durante la guerra civil libanesa, de 1975 a 1990. Separó a las facciones principalmente musulmanas en el oeste de Beirut, de mayoría musulmana, del este de la ciudad, predominantemente cristiano (maronita en su mayoría) y controlado por el Frente Libanés. Sin embargo, a medida que continuaba la guerra, también llegó a separar a los musulmanes sunitas de los chiitas. Al comienzo del conflicto civil, la división no era absoluta, ya que algunos musulmanes vivían al este de la Línea Verde y algunos cristianos vivían en el oeste de Beirut; pero, a medida que avanzaba la guerra, cada sector se hizo más homogéneo a medida que las minorías abandonaban el sector en el que se encontraban.
La denominación hace referencia a la coloración del follaje que creció debido a que el espacio estaba deshabitado. Si bien se la conoce más comúnmente como la Línea Verde, a veces también se la llama simplemente Línea de Demarcación. Generalmente se extendía desde el norte de Beirut hacia el sur, y la calle principal que seguía la Línea era la antigua Calle Damasco. No había una línea formal o seguridad continua, pero era común ver puntos de control de milicianos por los que las personas que querían cruzar tenían que pasar y los francotiradores en la parte superior de los edificios eran comunes. Muchos de los edificios a lo largo de la Línea Verde sufrieron graves daños o fueron destruidos durante la guerra. Sin embargo, desde el final de las hostilidades, muchos de los edificios han sido reconstruidos en el marco del proyecto de renovación urbana de Solidere en el Distrito Central, considerado el centro financiero, comercial y administrativo de la ciudad y el país.

## Historia

### El asedio del oeste de Beirut
La Línea Verde era un punto vulnerable tanto para el oeste como para el este de Beirut. Durante el Sitio de Beirut por parte de Israel, las fuerzas armadas israelíes rodearon el oeste de la ciudad libanesa y colocaron tanques a lo largo de la mencionada línea de demarcación.

### Retirada siria
Después de que el ejército sirio se retirara del este de Beirut en agosto de 1982, el Ejército por la Liberación de Palestina fue enviado a la Línea Verde bajo el mando de los sirios. Los residentes a ambos lados de la línea desaprobaron la presencia del ELP, ala militar de la Organización para la Liberación de Palestina.